# 케빈 필립스 (축구 선수)
케빈 마크 필립스(Kevin Mark Phillips, 1973년 7월 25일 ~ )는 잉글랜드 출신의 은퇴한 축구 선수이자 현 지도자로, 현재 사우스 실즈의 감독이다.

## 선수 경력
이 선수의 포지션은 공격수 중에서도 스트라이커의 역할에서 활약하는데 문전 앞에서의 결정력과 사이드 돌파 능력이 그의 주특기이다. 이러한 기량을 바탕으로 2000년 선덜랜드 AFC에서 리그 36경기 30골을 득점하여 프리미어리그 최다 득점자의 영예를 안았고 또한 같은 해애 유러피언 골든슈도 수상하면서 그의 놀라운 능력을 입증하고 스타덤에 오르게 되었다.

## 수상

### 버밍엄 시티 FC
- 풋볼 리그컵 : 2010-11 (우승)